# Большаков, Алексей Иванович
Алексе́й Ива́нович Большако́в (25 мая 1966) — советский и российский футболист и тренер, играл на позиции защитника. Мастер спорта СССР с 1988 года.

## Карьера
Алексей Большаков — воспитанник футбольной школы волжского «Торпедо», где его тренером был Валерий Карнавский. В 1984 году дебютировал за «Торпедо» в матчах Второй лиги. Далее играл в волгоградском «Роторе», с которым в 1987 году вышел в Высшую лигу, проведя в Волгограде 6 неполных сезонов вернулся в Волжский. Далее играл в «Энергия» из Камышина, за который провёл 14 матчей в Высшей лиге. В 1998 году играл в майкопской «Дружбе», после этого год провёл в казахстанской «Нашей Кампании» из Астаны. С 2000 по 2002 год играл в саранской «Светотехнике», завершал карьеру в «Текстильщике». 26 сентября 2009 года принял участие в матче ветеранов «Энергии» и ВИСТеха, который состоялся на искусственном поле стадиона имени Ф. Г. Логинова в Волжском.

## Достижения
«Ротор»
2-е место в Первой лиге: 1988 (Выход в Высшую лигу)